# Taça de Portugal de Futsal de 2017–18
A Taça de Portugal de Futsal de 2017–18 foi a 21.ª edição da Taça de Portugal de Futsal. Foi disputada por 82 equipas dos dois campeonatos nacionais e por 16 representantes dos campeonatos distritais.
O SL Benfica, anterior detentor do troféu, foi eliminado na meia-final após derrota com o Sporting CP por 4–2, que acabaria por vencer a competição ao bater o Fabril do Barreiro na final por 6–2.

## Formato
A Taça de Portugal de Futsal de 2017–18 segue o mesmo formato que a anterior, sendo constituída por 7 eliminatórias e uma final. No total, 98 equipas participam na competição.
Todas as eliminatórias são disputadas numa só mão sempre com recurso a prolongamento e grande penalidades caso o sejam necessários para desempate. Os quartos-de-final, meias-finais e a final são disputados num pavilhão definido pela FPF.
| Eliminatória     | Participantes | Equipas em prova | Apurados         | Entradas | Divisão               |
| ---------------- | ------------- | ---------------- | ---------------- | -------- | --------------------- |
| 1ª Elimatória    | 98            | 84               | -                | 84       | Distritais II Divisão |
| 2ª Eliminatória  | 86            | 72               | 12 (+60 isentos) | -        | -                     |
| 3ª Eliminatória  | 50            | 36               | 36               | -        | -                     |
| 4ª Eliminatória  | 32            | 32               | 18               | 14       | Liga Sport Zone       |
| Oitavos-de-final | 16            | 16               | 16               | -        | -                     |
| Quartos-de-final | 8             | 8                | 8                | -        | -                     |
| Meias-finais     | 4             | 4                | 4                | -        | -                     |
| Final            | 2             | 2                | 2                | -        | -                     |

## 4.ª Eliminatória
| Liga Sport Zone | II Divisão | Distritais | Total   |
| --------------- | ---------- | ---------- | ------- |
| 14 / 14         | 17 / 68    | 1 / 16     | 32 / 98 |

| Dia do jogo     | Visitado             | Div | Res          | Div | Visitante            |
| --------------- | -------------------- | --- | ------------ | --- | -------------------- |
| 17 de fevereiro | ABC Nelas            | II  | 3–4          | II  | Tires Futsal         |
| 17 de fevereiro | São Mateus           | II  | 8–6          | I   | Unidos Pinheirense   |
| 17 de fevereiro | Estoril Praia        | II  | 3–6          | I   | AD Fundão            |
| 17 de fevereiro | Arrifanense          | D   | 4–5          | I   | Modicus              |
| 17 de fevereiro | CA Mogadouro         | II  | 2–3          | I   | Desportivo das Aves  |
| 17 de fevereiro | CS São João          | II  | 9–6 ap       | I   | Futsal Azeméis       |
| 17 de fevereiro | Olho Marinho         | II  | 1–7          | I   | Benfica              |
| 17 de fevereiro | Ferreira do Zêzere   | II  | 5–3          | II  | Portimonense         |
| 17 de fevereiro | Carrazedo Montenegro | II  | 1–5          | I   | Sporting             |
| 17 de fevereiro | Eléctrico            | II  | 2–5          | I   | Braga                |
| 17 de fevereiro | Farense              | II  | 3–1          | I   | Leões de Porto Salvo |
| 17 de fevereiro | AR Amarense          | II  | 8–9 ap       | I   | Fabril Barreiro      |
| 17 de fevereiro | Caxinas              | II  | 2–3          | I   | Rio Ave              |
| 18 de fevereiro | Lobitos Futsal       | II  | 2–4          | I   | Belenenses           |
| 18 de fevereiro | Burinhosa            | I   | 2–2 (3–1 gp) | I   | Quinta dos Lombos    |
| 18 de fevereiro | Viseu 2001           | II  | 9–1          | II  | Nogueiró e Tenões    |

## Oitavos-de-final
| Liga Sport Zone | II Divisão | Distritais | Total   |
| --------------- | ---------- | ---------- | ------- |
| 10 / 14         | 6 / 68     | 0 / 16     | 16 / 98 |

| Dia do jogo | Visitado           | Div | Res | Div | Visitante           |
| ----------- | ------------------ | --- | --- | --- | ------------------- |
| 24 de março | AD Fundão          | I   | 6–2 | I   | Desportivo das Aves |
| 24 de março | São Mateus         | II  | 1–3 | I   | Burinhosa           |
| 24 de março | Fabril Barreiro    | I   | 5–3 | I   | Rio Ave             |
| 24 de março | Ferreira do Zêzere | II  | 1–2 | I   | Braga               |
| 24 de março | Farense            | II  | 4–2 | I   | Belenenses          |
| 24 de março | CS São João        | II  | 1–3 | I   | Modicus             |
| 25 de março | Viseu 2001         | II  | 0–3 | I   | Sporting            |
| 25 de março | Tires Futsal       | II  | 3–7 | I   | Benfica             |

## Fase Final
|  | Quartas de final | Quartas de final | Quartas de final |                 |                 | Semifinais      | Semifinais | Semifinais |  |  | Final | Final | Final |  |
|  |                  |                  |                  |                 |                 |                 |            |            |  |  |       |       |       |  |
|  | Braga            | Braga            | 2                |                 |                 |                 |            |            |  |  |       |       |       |  |
|  | Braga            | Braga            | 2                |                 |                 |                 |            |            |  |  |       |       |       |  |
|  | Modicus          | Modicus          | 6                |                 |                 |                 |            |            |  |  |       |       |       |  |
|  | Modicus          | Modicus          | 6                |                 | Modicus         | Modicus         | 2          |            |  |  |       |       |       |  |
|  |                  |                  |                  |                 | Modicus         | Modicus         | 2          |            |  |  |       |       |       |  |
|  |                  |                  | Fabril Barreiro  | Fabril Barreiro | 3               |                 |            |            |  |  |       |       |       |  |
|  | Farense          | Farense          | Fabril Barreiro  | Fabril Barreiro | 3               | 2               |            |            |  |  |       |       |       |  |
|  | Farense          | Farense          |                  |                 |                 |                 |            |            |  |  |       |       |       |  |
|  | Fabril Barreiro  | Fabril Barreiro  | 6                |                 |                 |                 |            |            |  |  |       |       |       |  |
|  | Fabril Barreiro  | Fabril Barreiro  | 6                |                 | Fabril Barreiro | Fabril Barreiro | 2          |            |  |  |       |       |       |  |
|  |                  |                  |                  |                 |                 |                 |            |            |  |  |       |       |       |  |
|  |                  |                  | Sporting CP      | Sporting CP     | 6               |                 |            |            |  |  |       |       |       |  |
|  | AD Fundão'       | AD Fundão'       | Sporting CP      | Sporting CP     | 6               | 0               |            |            |  |  |       |       |       |  |
|  | AD Fundão'       | AD Fundão'       |                  |                 |                 |                 |            |            |  |  |       |       |       |  |
|  | Sporting CP      | Sporting CP      | 4                |                 |                 |                 |            |            |  |  |       |       |       |  |
|  | Sporting CP      | Sporting CP      | 4                |                 | SL Benfica      | SL Benfica      | 2          |            |  |  |       |       |       |  |
|  |                  |                  |                  |                 | SL Benfica      | SL Benfica      | 2          |            |  |  |       |       |       |  |
|  |                  |                  | Sporting CP      | Sporting CP     | 4               |                 |            |            |  |  |       |       |       |  |
|  | SL Benfica       | SL Benfica       | Sporting CP      | Sporting CP     | 4               | 4               |            |            |  |  |       |       |       |  |
|  | SL Benfica       | SL Benfica       |                  |                 |                 |                 |            |            |  |  |       |       |       |  |
|  | Burinhosa        | Burinhosa        | 2                |                 |                 |                 |            |            |  |  |       |       |       |  |

## Quartos-de-final
| Liga Sport Zone | II Divisão | Distritais | Total  |
| --------------- | ---------- | ---------- | ------ |
| 7 / 14          | 1 / 68     | 0 / 16     | 8 / 98 |

| Dia do jogo | Visitado  | Div | Res | Div | Visitante       |
| ----------- | --------- | --- | --- | --- | --------------- |
| 10 de maio  | Braga     | I   | 2–6 | I   | Modicus         |
| 10 de maio  | Farense   | II  | 2–6 | I   | Fabril Barreiro |
| 10 de maio  | AD Fundão | I   | 0–4 | I   | Sporting        |
| 10 de maio  | Benfica   | I   | 4–2 | I   | Burinhosa       |

## Meias finais
| Liga Sport Zone | II Divisão | Distritais | Total   |
| --------------- | ---------- | ---------- | ------- |
| 10 / 14         | 6 / 68     | 0 / 16     | 16 / 98 |

| Dia do jogo | Visitado | Div | Res | Div | Visitante       |
| ----------- | -------- | --- | --- | --- | --------------- |
| 12 de maio  | Modicus  | I   | 2–3 | I   | Fabril Barreiro |
| 12 de maio  | Benfica  | I   | 2–4 | I   | Sporting        |

## Final
| 13 de maio de 2018 | Fabril do Barreiro         | 2 – 6     | Sporting CP                                                                            | Pavilhão Multiusos de Gondomar |
| 12:30              | Yulián Díaz 5' · Fassy 17' | Relatório | Pedro Cary 12' · Cavinato 21', 23' · Joãozinho 22' (a.g.) · Varela 32' · Dieguinho 40' | Árbitro: Eduardo Coelho        |

| Fabril Barreiro | Sporting CP |

## Vencedor
| Taça de Portugal de Futsal |
| -------------------------- |
| Sporting CP 6.º Título     |